# Ainsworth (Wisconsin)
Ainsworth es un pueblo ubicado en el condado de Langlade en el estado estadounidense de Wisconsin. En el Censo de 2010 tenía una población de 469 habitantes y una densidad poblacional de 2,52 personas por km².

## Geografía
Ainsworth se encuentra ubicado en las coordenadas 45°22′50″N 88°58′58″O / 45.38056, -88.98278. Según la Oficina del Censo de los Estados Unidos, Ainsworth tiene una superficie total de 186.31 km², de la cual 179.07 km² corresponden a tierra firme y (3.89%) 7.24 km² es agua.

## Demografía
Según el censo de 2010, había 469 personas residiendo en Ainsworth. La densidad de población era de 2,52 hab./km². De los 469 habitantes, Ainsworth estaba compuesto por el 99.36% blancos, el 0.21% eran afroamericanos, el 0.43% eran amerindios, el 0% eran asiáticos, el 0% eran isleños del Pacífico, el 0% eran de otras razas y el 0% pertenecían a dos o más razas. Del total de la población el 0% eran hispanos o latinos de cualquier raza.